# Alberto da Giussano

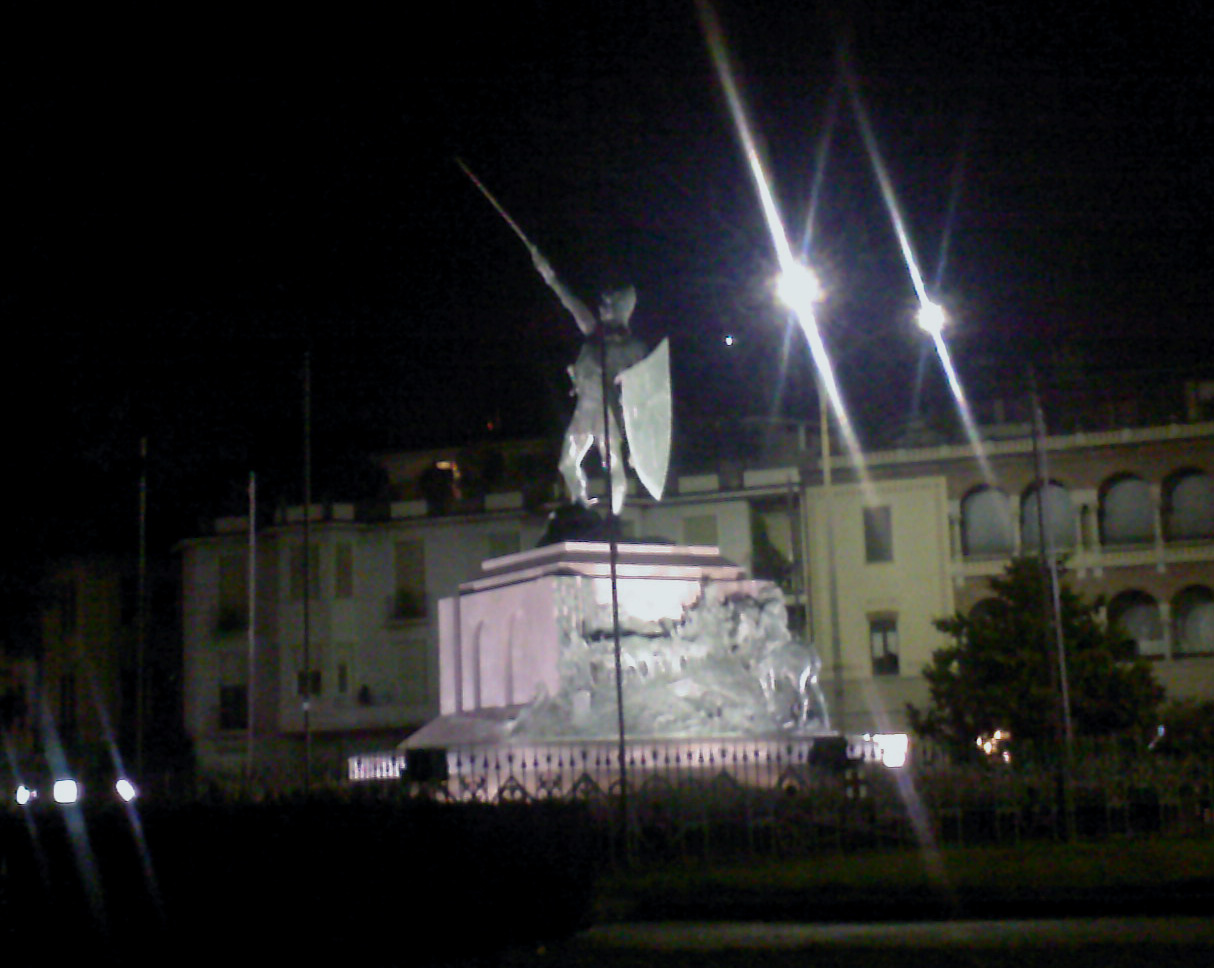
Monumento a Alberto da Giussano en Legnano, Provincia de Milán.

Alberto da Giussano fue un legendario guerrero güelfo italiano durante las guerras de la Liga Lombarda contra Federico Barbarroja en el siglo XII. 
Una tradición tardía,traducida por los cronistas de Milán del siglo XIV, le atribuyen el hecho de haber formado la «Compañía de la Muerte» (Lema: Muerte por libertad), compañía de élite de la caballería lombarda que defendió el carracio (especie de carro o altar de guerra de las ciudades-estado italianas donde portaban su estandarte) de la Liga en la batalla de Legnano el 29 de mayo de 1176 contra el ejército imperial germano de Federico Barbarroja.
La primera citación histórica de su nombre fue en 1196. Se cree que pudo haber sido en realidad alcalde, notaro (notario) o funcionario público. Esta creencia es reforzada por su origen (Giussano) en un contexto lombardo, en donde los funcionarios públicos eran originarios de otras ciudades para evitar "conflictos de intereses".

## Actualidad
- El partido político italiano de la Liga Norte hace uso de su mito. Desde 1989, el emblema electoral del partido utiliza una imagen inspirada en la estatua de Alberto que se erigió en Legnano en 1900. Asimismo, la Brigada de Infantería "Legnano" del ejército italiano utiliza la imagen de esta estatua como símbolo.
- El personaje de Alberto da Giussano es el protagonista de la película de Renzo Martinelli de 2009, Barbarroja (Barbarossa en italiano), donde es interpretado por el actor Raz Degan.